# استبدال لاترادفي
الاِسْتِبْدَال اللاَّتَرَادُفِيّ (بالإنجليزية: nonsynonymous substitution)‏ هو في علم الوراثيات، استبدال قاعدة بأخرى في يخروج مورثة مشفّر لبروتين، وهي ما يؤدي إلى تغير تسلسل الأحماض الأمينية المنتجة.